# پایگاه هوایی بین‌هوا
پایگاه هوایی بین‌هوا (به انگلیسی: Bien Hoa Air Base) یک فرودگاه پایگاه نیروی هوایی است . این فرودگاه در کشور ویتنام قرار دارد .